# Ray Winstone
Pour les articles homonymes, voir Winstone (homonymie).
Raymond Andrew « Ray » Winstone est un acteur britannique, né le 19 février 1957 à Londres (Royaume-Uni).
Il est connu pour son rôle de Beowulf dans La Légende de Beowulf de Robert Zemeckis.
Il a joué dans de nombreux films comme Sexy Beast, Retour à Cold Mountain, Le Roi Arthur, Les Infiltrés, L'Amour de l'or, Indiana Jones et le Royaume du crâne de cristal, Hors de contrôle, London Boulevard, Hugo Cabret, Blanche-Neige et le Chasseur, Noé, Gunman, Point Break et Black Widow.

## Filmographie

### Cinéma
- 1979 : That Summer! (en) de Harley Cokeliss : Steve
- 1979 : Scum d'Alan Clarke : Carlin
- 1979 : Quadrophenia de Franc Roddam : Kevin
- 1981 : Ladies and Gentlemen, The Fabulous Stains de Lou Adler : Billy
- 1989 : Tank Malling (en) de James Marcus : John « Tank » Malling
- 1994 : Natural Born Killers (film, 1994): un des trois clients du fast-food
- 1994 : Ladybird (Ladybird Ladybird) : Simon
- 1996 : Yellow : Jim
- 1996 : Masculine Mescaline : Detective
- 1997 : Ne pas avaler (Nil by Mouth) : Ray
- 1997 : Face : Dave
- 1998 : The Sea Change : Chas
- 1998 : Martha, Frank, Daniel et Lawrence (Martha, Meet Frank, Daniel and Laurence) : Pedersen
- 1998 : Woundings : The Colonel
- 1998 : Final Cut : Ray
- 1999 : Five Seconds to Spare : Vince
- 1999 : The War Zone : Dad
- 1999 : Agnes Browne (Agnes Browne) : M.. Billy
- 1999 : Darkness Falls : John Barrett
- 1999 : Fanny et Elvis (Fanny and Elvis) : David Ernest « Dave » Parker
- 2000 : Gangsters, Sex & Karaoke (Love, Honour and Obey) : Ray Kreed
- 2000 : Jimmy Grimble (There's Only One Jimmy Grimble) : Harry
- 2000 : Sexy Beast : Gary « Gal » Dove
- 2001 : Last Orders : Vince
- 2001 : The Martins : M.. Marvel
- 2002 : Ripley s'amuse (Ripley's Game) : Reeves
- 2002 : Bouncer : Dave
- 2003 : Retour à Cold Mountain (Cold Mountain) : Teague
- 2004 : Old Street : Ken
- 2004 : Everything : Richard
- 2004 : Le Roi Arthur (King Arthur) : Bors
- 2005 : The Proposition : Captain Stanley
- 2005 : Le Monde de Narnia : Le Lion, la Sorcière blanche et l'Armoire magique (The Chronicles of Narnia: The Lion, the Witch and the Wardrobe) : M.. Beaver (voix)
- 2006 : Par effraction (Breaking and Entering) : Bruno
- 2006: Sweeney Todd: Sweeney Todd
- 2006 : Les Infiltrés (The Departed) : Arnold « Mr. French » French
- 2007 : La Légende de Beowulf (Beowulf) : Beowulf  /  Golden Man  /  Dragon
- 2008 : L'Amour de l'or (Fool's Gold) : Moe Fitch
- 2008 : Indiana Jones et le Royaume du crâne de cristal (Indiana Jones and the Kingdom of the Crystal Skull) : George « Mac » McHale
- 2009 : The Devil's Tomb : Blakeley
- 2009 : 44 Inch Chest : le mari
- 2010 : Hors de contrôle (Edge of Darkness) : Darius Jedburgh
- 2010 : 13 : Ronald Lynn
- 2010 : London Boulevard : Gant
- 2011 : Rango : Bill
- 2011 : Tracker : Arjan van Diemen
- 2011 : The Hot Potato : Kenny
- 2011 : Hugo Cabret (Hugo) : Oncle Claude
- 2012 : Blanche-Neige et le Chasseur (Snow White & the Huntsman) : Gort
- 2012 : The Sweeney de Nick Love : l'inspecteur Jack Regan
- 2014 : Noé de Darren Aronofsky
- 2015 : Gunman (The Gunman) de Pierre Morel : Stanley
- 2015 : Point Break d'Ericson Core : Angelo Pappas
- 2015 : The Legend of Barney Thompson de Robert Carlyle : Holdall
- 2018 : Gentlemen cambrioleurs (King of Thieves) de James Marsh : Danny Jones
- 2019 : Cats de Tom Hooper : Growltiger
- 2021 : Black Widow de Cate Shortland : le général Dreykov
- 2022 : Prizefighter de Daniel Graham : Bill Warr
- 2022 : Le Chat potté 2 : La Dernière Quête : Papa Ours (voix)
- 2024 : Damsel de Juan Carlos Fresnadillo : le roi

### Télévision
- 1984 : Number One de Les Blair (TV) : Timmy
- 1991 : Absolute Hell (TV) : P. C. Molson
- 1992 : Black and Blue (TV) : Charlie Brett-Smith
- 1992 : Underbelly (TV) : Alex Collins
- 1994 : The Negotiator : Jack Swan
- 1997 : Macbeth on the Estate (TV) : Duncan
- 1997 : Our Boy (TV) : Woody Williamson
- 1999 : Births, Marriages and Deaths (TV) : Alan
- 1999 : Tube Tales (TV) : Father (Segment My Father The Liar)
- 1999 : Last Christmas (TV) : Neville
- 2000 : Tough Love (en) (TV) : DC Lenny Milton
- 2002 : Lenny Blue (en) (TV) : DC Lenny Milton
- 2003 : Henry VIII (TV) : Henry VIII
- 2004 : She's Gone (TV) : Harry Sands
- 2006 : Sweeney Todd (TV) : Sweeney Todd
- 2006 : Bobby Moore (TV) : Narrator (voix)
- 2006 : All in the Game (TV) : Frankie
- 2010 : Ben Hur (Minisérie 2010) : Quintus Arrius
- 2011 : De grandes espérances : Abel Magwitch
- 2024 : The Gentlemen : Bobby Glass